# Środki oddziaływania wychowawczego
Środki oddziaływania wychowawczego – przewidziane w rozdziale III części ogólnej kodeksu wykroczeń pozakarne środki reakcji na wykroczenie podejmowane poza postępowaniem w sprawach o te czyny, prowadzonym na podstawie przepisów kodeksu postępowania w sprawach o wykroczenia. Zgodnie z art. 41 Kodeksu wykroczeń w stosunku do sprawcy czynu można poprzestać na zastosowaniu pouczenia, zwróceniu uwagi, ostrzeżeniu lub na zastosowaniu innych środków oddziaływania wychowawczego.
Art. 41 Kodeksu wykroczeń wyraża zasadę preferencji środków pozakarnych, która zastępuje w sprawach o wykroczenie zasadę legalizmu. Zgodnie z zasadą preferencji środków pozakarnych uprawniony podmiot ma obowiązek zareagować na ujawnione wykroczenie, ale niekoniecznie ścigać sprawcę wykroczenia. Może ograniczyć się do zastosowania środka oddziaływania wychowawczego. Nie jest to czysty oportunizm procesowy, czyli nieściganie zaistniałego wykroczenia z uwagi na niecelowość, ale zareagowanie na wykroczenie zastosowaniem przewidzianego prawem środka pozakarnego, jeżeli w konkretnym przypadku jest to wystarczająca reakcja na wykroczenie. Chodzi tu przede wszystkim o przypadki niewielkiego stopnia szkodliwości społecznej danego wykroczenia, uzasadniającego wniosek, że środek natury wychowawczej będzie wystarczający do wdrożenia sprawcy do poszanowania prawa. Należy ponadto uwzględniać okoliczności popełnionego czynu oraz warunki i właściwości osobiste sprawcy, które wskazują, że zastosowanie środków oddziaływania wychowawczego wystarczy do realizacji celów prawa wykroczeń.
Nie oznacza to, że zastosowanie środka oddziaływania wychowawczego nie jest dla sprawcy dolegliwe. Z brzmienia normy z art. 41 Kodeksu wykroczeń wynika, że katalog takich środków jest otwarty. Innymi środkami wychowawczymi są wszelkie pozostałe środki mające na celu wdrożenie sprawcy wykroczenia do poszanowania prawa i zasad współżycia społecznego. Wskazuje się, że może wchodzić tutaj w grę zawiadomienie szkoły, do której uczęszcza sprawca, zakładu pracy, w którym jest zatrudniony, lub stowarzyszenia, którego jest członkiem.
Zgodnie z art. 61 § 1 pkt 2 Kodeksu postępowania w sprawach o wykroczenia można odmówić wszczęcia postępowania, a wszczęte umorzyć, także wtedy, jeżeli wobec sprawcy zastosowano środek oddziaływania w postaci pouczenia, zwrócenia uwagi lub ostrzeżenia albo środek przewidziany w przepisach o odpowiedzialności dyscyplinarnej lub porządkowej, a środek ten jest wystarczającą reakcją na wykroczenie.